# Hynobius formosanus
La salamandra de Taiwán (Hynobius formosanus) es una especie de anfibio caudado de la familia Hynobiidae. Es endémica del Taiwán. Su hábitat natural son los bosques templados y los ríos y marismas. Está considerada en peligro de extinción por la pérdida de hábitat.